# 绥远通志稿
绥远通志稿，是绥远通志馆纂修的绥远省通志。历经数十年，数次编撰，最终由内蒙古人民出版社在2007年出版，以为内蒙古自治区成立六十周年献礼。

## 概述
始修于1930年，参预修纂者为郭象汲、荣祥总其事，李泰棻、傅增湘先后任总纂。1936年成第1稿本；1937年成第2稿本，分6志36门70目，116卷，舆地图幅、金石列品，另行影印附于篇末，1965年成第3稿本，凡100卷，74门目。通志稿对绥远地区的地方史作了提纲挈领的记述，是研究中国北部边疆的历史及北方少数民族史的重要参考资料。上述三稿均藏于内蒙古自治区图书馆，内蒙古出版社1985年开始付印。

## 2007年出版
2004年时，将其定为内蒙古自治区成立六十周年献礼。2007年出版，第一版第一次印刷两千套。封面书名为荣祥所书“绥远通志稿”五字。